# 沓掛村
沓掛村（くつかけむら）は、愛知県愛知郡にあった村。
現在の豊明市沓掛町および二村台, 三崎町, 西川町の各一部にあたる。

## 沿革
- 江戸期 - 沓掛村発足。
- 1889年（明治22年）10月1日 - 町村制施行に伴い沓掛村が単独村制施行して愛知郡沓掛村が成立。
- 1906年（明治39年）5月10日 - 豊明村と合併して豊明村となり消滅。